# Édimbourg Rugby
Ne doit pas être confondu avec Édimbourg Rugby (féminines).
Maillots
Actualités
Dernière mise à jour : 22 septembre 2024.
Edinburgh Rugby (couramment partiellement francisé en Édimbourg Rugby) est une sélection provinciale écossaise de rugby à XV participant au United Rugby Championship et à la Champions Cup.

## Historique
L'équipe est créée en 1872 en tant que club de district, jouant le premier match inter-district de l'histoire contre celui de Glasgow.
Elle est transformée en Edinburgh Rugby en 1996. Puis en 1998, elle est fusionnée avec l'équipe des Borders Reivers et prend le nom de Edinburgh Reivers avant de revenir au nom initial de Edinburgh Rugby en 2001.
Le 29 septembre 2006, le club renonce à utiliser le nom Edinburgh Gunners, étant donné que le terme Gunners est une marque déposée par le club anglais de football d'Arsenal.

## Identité visuelle

### Couleurs et maillots
Le club apporte des modifications importants a son identité visuelle à l'intersaison 2018. Il abandonne les couleurs noire et rouge, adoptées lors de la création des Gunners, les remplaçant par le bleu et le blanc, couleurs originales du club de district d'Édimbourg, ainsi que par le orange, symbolisant les origines volcaniques de l'Arthur's Seat,.

### Logo
En 2006, lors de son changement de nom, le club d'Édimbourg adopte un nouveau logo en conséquence.
Dans le cadre de son changement d'identité visuelle de 2018, le logo est également renouvelé, représentant les trois tours du château d'Édimbourg, soulignées par le nom de la ville ainsi que l'année de création du club de district d'Édimbourg, le tout dans la nouvelle palette graphique bleu et orange,.

Évolution du logo
Logo instauré en 2006.
Logo abandonné en 2018.
Logo depuis 2018.

## Palmarès
Le tableau suivant récapitule les performances d'Édimbourg dans les diverses compétitions nationales et européennes.
| Compétitions nationales | Compétitions européennes                                                             |
| --- | ------------------------------------------------------------------------------------ |
| Celtic League - Vice-champion (1) : 2009 Championnat inter-district écossais - Champion (21) : 1954, 1957, 1958, 1959, 1960, 1961, 1962, 1963, 1968, 1972, 1973, 1976, 1978, 1980, 1982, 1987, 1988, 1989, 1998, 1999, 2003 | Coupe d'Europe - Demi-finaliste (1) : 2012 Challenge européen - Finaliste (1) : 2015 |

## Personnalités du club

### Anciens joueurs célèbres
- Todd Blackadder
- Mike Blair
- Phil Godman
- Nathan Hines
- Scott Murray
- Chris Paterson
- Gordon Ross
- Hugo Southwell
- Simon Taylor
- Craig Hamilton
- Greig Laidlaw

### Entraîneurs
| Période                   | Entraîneur en chef | Adjoint(s)                                                                        | Titre(s) |
| 1996-2000                 | Ian Rankin         |                                                                                   |          |
| 2000-2004                 | Frank Hadden       |                                                                                   |          |
| 2004-2005                 | Frank Hadden       | Todd Blackadder                                                                   |          |
| 2005-2006                 | Todd Blackadder    |                                                                                   |          |
| 2006-2007                 | Lynn Howells       |                                                                                   |          |
| 2007-2009                 | Andy Robinson      |                                                                                   |          |
| 2009-Janvier 2011         | Rob Moffat         | Nick Scrivener                                                                    |          |
| Février 2011-Juillet 2011 | Nick Scrivener     |                                                                                   |          |
| 2011-2012                 | Michael Bradley    |                                                                                   |          |
| 2012-Mars 2013            | Michael Bradley    | Neil Back (avants)                                                                |          |
| Mars 2013-Juillet 2013    | Steve Scott        | Duncan Hodge (arrières)                                                           |          |
| 2013-2015                 | Alan Solomons      | Steve Scott (avants)                                                              |          |
| 2015-2016                 | Alan Solomons      | Steve Scott (avants) Duncan Hodge (arrières)                                      |          |
| 2016-2017                 | Duncan Hodge       | Steve Scott (avants) Peter Wilkins (défense)                                      |          |
| 2017-2021                 | Richard Cockerill  | Duncan Hodge (attaque) Calum MacRae (défense) Roddy Grant (avants, jusqu'en 2019) |          |
| 2021-                     | Mike Blair         | Duncan Hodge (attaque) Calum MacRae (défense)                                     |          |

### Effectif 2025-2026
Le tableau suivant récapitule l'effectif professionnel de la franchise d'Édimbourg pour la saison 2024-2025.
| Nom                      | Naissance        | Nationalité sportive | Sélections (points) | Dernier club       | Arrivée au club |
| Talonneurs               | Talonneurs       | Talonneurs           | Talonneurs          | Talonneurs         | Talonneurs      |
| ------------------------ | ---------------- | -------------------- | ------------------- | ------------------ | --------------- |
| Ewan Ashman              | 3 avril 2000     | Écosse               | 29 (45)             | Sale Sharks        | 2023            |
| Patrick Harrison         | 20 juin 2002     | Écosse               | 3 (5)               | Formé au club      | 2021            |
| Dylan Richardson         | 15 janvier 1999  | Écosse               | 6 (15)              | Sharks             | 2025            |
| Piliers                  |                  |                      |                     |                    |                 |
| Paul Hill                | 2 mars 1995      | Angleterre           | 6 (0)               | Northampton Saints | 2024            |
| Michael Jones            | 8 juillet 2002   | Écosse               | -                   | Formé au club      | 2024            |
| Rhys Litterick           | 2 mars 1999      | Angleterre           |                     | Cardiff Rugby      | 2025            |
| D'Arcy Rae               | 21 décembre 1994 | Écosse               | 2 (0)               | Montpellier HR     | 2024            |
| Pierre Schoeman          | 7 mai 1994       | Écosse               | 42 (30)             | Bulls              | 2018            |
| Boan Venter              | 14 avril 1997    | Afrique du Sud       | 2 (5)               | Cheetahs           | 2021            |
| James Whitcombe          | 20 novembre 2000 | Angleterre           | -                   | Leicester Tigers   | 2025            |
| Angus Williams           | 11 novembre 1993 | Nouvelle-Zélande     | -                   | Otago              | 2021            |
| Deuxièmes lignes         |                  |                      |                     |                    |                 |
| Rob Carmichael           | 4 avril 2003     | Écosse               | -                   | Leicester Tigers   | 2024            |
| Grant Gilchrist          | 9 août 1990      | Écosse               | 81 (10)             | Formé au club      | 2011            |
| Callum Hunter-Hill       | 27 février 1997  | Écosse               |                     | Northampton Saints | 2025            |
| Sam Skinner              | 31 janvier 1995  | Écosse               | 37 (5)              | Exeter Chiefs      | 2022            |
| Marshall Sykes           | 29 décembre 1999 | Écosse               | 4 (0)               | Glasgow Warriors   | 2020            |
| Glen Young               | 4 novembre 1994  | Écosse               | 4 (0)               | Harlequins         | 2021            |
| Troisièmes lignes aile   |                  |                      |                     |                    |                 |
| Connor Boyle             | 19 février 2000  | Écosse               | -                   | Formé au club      | 2020            |
| Luke Crosbie             | 22 avril 1997    | Écosse               | 12 (5)              | Formé au club      | 2017            |
| Tom Dodd                 | 28 octobre 1997  | Écosse               | -                   | Coventry RFC       | 2023            |
| Freddy Douglas           | 14 mai 2005      | Écosse               | 1 (0)               | Formé au club      | 2024            |
| Liam McConnell           | 24 juin 2004     | Écosse               | -                   | Formé au club      | 2024            |
| Hamish Watson            | 15 octobre 1991  | Écosse               | 59 (40)             | Leicester Tigers   | 2011            |
| Troisièmes lignes centre |                  |                      |                     |                    |                 |
| Magnus Bradbury          | 22 octobre 1995  | Écosse               | 19 (15)             | Bristol Bears      | 2024            |
| Ben Muncaster            | 14 octobre 2001  | Écosse               | 3 (0)               | Formé au club      | 2021            |
| Demis de mêlée           |                  |                      |                     |                    |                 |
| Charlie Shiel            | 3 décembre 1997  | Écosse               | -                   | Formé au club      | 2019            |
| Ben Vellacott            | 28 mars 1995     | Écosse               | 1 (0)               | Wasps              | 2021            |
| Demis d'ouverture        |                  |                      |                     |                    |                 |
| Ben Healy                | 29 juin 1999     | Écosse               | 8 (59)              | Munster            | 2023            |
| Cameron Scott            | 8 septembre 2001 | Écosse               | -                   | Formé au club      | 2022            |
| Ross Thompson            | 10 avril 1999    | Écosse               | 5 (20)              | Glasgow Warriors   | 2024            |
| Centres                  |                  |                      |                     |                    |                 |
| Matt Currie              | 22 février 2001  | Écosse               | 4 (5)               | Formé au club      | 2021            |
| James Lang               | 4 avril 1996     | Écosse               | 6 (5)               | Harlequins         | 2021            |
| Charlie MCCAIG           | 24 janvier 2003  | Angleterre           |                     | Exeter Chiefs      | 2025            |
| Mosese Tuipulotu         | 5 mai 2001       | Australie            | -                   | Waratahs           | 2024            |
| Ailiers                  |                  |                      |                     |                    |                 |
| Wes Goosen               | 21 février 1994  | Nouvelle-Zélande     | -                   | Hurricanes         | 2022            |
| Darcy Graham             | 21 juillet 1997  | Écosse               | 47 (155)            | Formé au club      | 2017            |
| Ross McCann              | 30 octobre 1997  | Écosse               | 1 (0)               | Écosse à sept      | 2024            |
| Duhan van der Merwe      | 4 juin 1995      | Écosse               | 49 (160)            | Montpellier HR     | 2017            |
| Arrières                 |                  |                      |                     |                    |                 |
| Jack Brown               | 1er juin 2005    | Écosse               | -                   | Formé au club      | 2025            |
| Piers O'Conor            | 28 août 1995     | Angleterre           | -                   | Connacht           | 2025            |
| Harry Paterson           | 28 juin 2001     | Écosse               | 3 (5)               | Formé au club      | 2021            |